# Pseudosmittia macrobranchia
Pseudosmittia macrobranchia är en tvåvingeart som först beskrevs av Edwards 1928.  Pseudosmittia macrobranchia ingår i släktet Pseudosmittia och familjen fjädermyggor. Inga underarter finns listade i Catalogue of Life.